# Lanusei
Lanusei ist eine italienische Gemeinde (comune) mit 5024 Einwohnern (Stand 31. Dezember 2023) in der Provinz Ogliastra auf Sardinien. Die Gemeinde liegt etwa elf Kilometer südwestlich von Tortolì. Aufgrund seiner Exklave liegt die Gemeinde direkt am Tyrrhenischen Meer.

## Geschichte
Lanusei wurde erstmals 1119 erwähnt, wenngleich die beiden in der Gemeinde liegenden Gigantengräber (1956 – Tomba I – und 1964 – Tomba II – gefunden) bereits auf eine Besiedlung in der Steinzeit hindeuten.
Seit 1824 besteht das Bistum Lanusei. Bedeutung gewann der Ort durch die Schule der Salesianer Don Boscos, die sich unter anderem hier niederließen.
Im Mai 2015 ist Lanusei eine Partnerschaft mit der deutschen Kleinstadt Meerane bei Zwickau in Sachsen eingegangen.

## Verkehr
Lanusei wird von folgenden Staatsstraßen erreicht:
- Strada Statale 198 di Seui e Lanusei von Tortolì kommend weiter Richtung Serri (Provinz Cagliari)
- Strada Statale 389var Nuoro-Lanusei und die Strada Statale 389 di Buddusò e del Correboi enden bereits nördlich in der Nachbargemeinde Elini.
- Strada Statale 390 di Bari Sardo, die von Lanusei Richtung Bari Sardo führt.

Lanusei besitzt einen Bahnhof an der schmalspurigen Bahnstrecke Mandas–Arbatax, der in den Sommermonaten vom Trenino Verde bedient wird.